# Ixodes bivari
Ixodes bivari är en fästingart som beskrevs av Santos Dias 1990. Ixodes bivari ingår i släktet Ixodes och familjen hårda fästingar.
Artens utbredningsområde är Portugal. Inga underarter finns listade i Catalogue of Life.